# Teixeira Filho
Antônio Teixeira Filho (Cambará, 10 de outubro de 1922 — São Paulo, 24 de abril de 1984) foi um autor de telenovelas brasileiro.
De vida simples e avesso a badalações, ele chegou a se formar em Direito mas nunca exerceu a profissão. Casado com Carmem Lídia e pai da atriz Clênia Teixeira e do ator e compositor Cleston Teixeira.
Começou a escrever novelas em 1964, adaptando para TV Tupi São Paulo, o original cubano de Félix Caignet, O Direito de Nascer, um dos maiores sucessos na época, onde foi substituído por Thalma de Oliveira. Outros grande sucessos do autor foram Ídolo de Pano, A Pequena Órfã, A Menina do Veleiro Azul, nas extintas Rede Excelsior e Rede Tupi.
No início da década de 80, Teixeira transfere-se para Rede Globo, depois da falência da Rede Tupi, onde escreveu duas novelas para o horário das 18 horas, Ciranda de Pedra e O Homem Proibido, adaptações de romances homônimos dos escritores Lygia Fagundes Telles e Nelson Rodrigues, respectivamente.
Morreu em 1984, internado no Hospital Albert Einstein em São Paulo, vítima de uma Insuficiência pulmonar.

## Trabalhos na televisão
- 1982 - O Homem Proibido
- 1981 - Ciranda de Pedra
- 1978 - O Direito de Nascer
- 1977 - Um Sol Maior
- 1975 - Um dia, o Amor
- 1974 - Ídolo de Pano
- 1973 - Rosa dos Ventos
- 1972 - Bel-Ami
- 1971 - Meu Pedacinho de Chão
- 1970 - Toninho on the Rocks
- 1969 - A Menina do Veleiro Azul
- 1969 - Vidas em Conflito
- 1968 - Os Diabólicos
- 1968 - A Pequena Órfã
- 1968 - O Direito dos Filhos
- 1967 - O Tempo e o Vento
- 1964 - O Direito de Nascer